# Sébastien Bazin
Pour les articles homonymes, voir Bazin.
Sébastien Bazin, né le 9 novembre 1961 à Boulogne-Billancourt (Hauts-de-Seine), est un homme d'affaires français.
Il est l'actuel PDG du groupe hôtelier Accor,.

## Formation
Fils d'un administrateur de biens parisien, Sébastien Bazin étudie au lycée Saint-Jean-de-Passy (16e arrondissement de Paris).
Il est titulaire d'une licence en sciences économiques obtenue en 1984 et d’une maîtrise de gestion, option finance, obtenue à l'université Panthéon-Sorbonne en 1985.

## Carrière

### Finance
Sébastien Bazin commence sa carrière dans la finance aux États-Unis, au sein des groupes Clore puis Painewebber, à New York, San Francisco, pour aller ensuite à Londres. Il revient en France et occupe le poste de directeur de la banque d'investissement Hottinguer Rivaud Finances de 1990 à 1992.
Il poursuit son parcours en devenant directeur général de la société Immobilière Hôtelière en 1992[réf. à confirmer]. Il occupe ce poste durant cinq ans.
En 1997, Sébastien Bazin rejoint Colony Capital, un fonds d’investissement international spécialisé dans les secteurs de l’immobilier, de l’hôtellerie et des casinos. Pendant quinze ans, il participe au développement de la société en Europe et mène principalement des opérations dans le secteur de l’hôtellerie. Il dirige ainsi l'acquisition des chaînes d’hôtellerie de luxe Fairmont et Raffles, le rachat et le contrôle des parcs d’actifs hôteliers auprès de La Générale des Eaux, du Club Méditerranée et d’Accor.
En 2006, Sébastien Bazin devient l'un des actionnaires du Paris Saint-Germain, via Colony Capital. Le 3 février 2009, il devient le 14e président du Paris Saint-Germain, à la suite du départ de Charles Villeneuve.
Depuis juillet 2011 et le rachat du Paris Saint-Germain par un fonds d'investissement du Qatar, il n'est plus actionnaire majoritaire.

### Hôtellerie
Le 27 août 2013, il met fin à tous ses mandats au sein de Colony Capital pour devenir PDG de l'opérateur hôtelier Accor en février 2014, dont il était un des principaux actionnaires.
Le 30 novembre 2017, lors du 4e Sommet de l'économie du magazine Challenges, Sébastien Bazin, annonce la préparation d'une alliance stratégique avec l'un des géants de la net-économie pour accélérer la dématérialisation et la mutation numérique du groupe,.
Le 22 février 2019, il présente le nouveau partenariat entre Accor Live Limitless et le Paris Saint Germain, en compagnie de Nasser Al Khelaifi.

## Autres mandats
- Président directeur général de Lucia, un groupe de sociétés spécialisées dans les placements et la gestion immobilière[5]
- Vice-président du conseil d'administration de Carrefour[14]
- Vice-président du conseil de surveillance de la Fondation Gustave-Roussy[15]
- Président du conseil d'administration du Théâtre du Châtelet[16]
- Membre du conseil d'administration de la Digital New Deal Foundation, organisme de réflexion sur l'avenir numérique européen[17]
- Board Member, General Electric (GE)[18].

## Décoration
- 2020 :  Chevalier de la Légion d'honneur[19]